# Awra Amba
Awra Amba est un village et une communauté éthiopienne d'environ 400 membres, située à 74 kilomètres à l'est de Bahir Dar dans la région Amhara, au nord-ouest de la capitale Addis Abeba. Elle fut fondée en 1972 par 66 personnes menées par Zumra Nuru, pour résoudre des problèmes socio-économiques par l'entraide dans un esprit égalitaire et exempt de sexisme en rupture avec les traditions du peuple amhara.
N'adhérant ni au christianisme, ni à l'islam, la communauté Awra Amba est discriminée par ces deux religions dominantes dans le pays mais régulièrement rejointe par de nouveaux membres séduits par les principes de justice, d'égalité et de solidarité qui la fondent à l'exclusion de la recherche du profit et de la domination.

## Historique
Zumra Nuru Mohammad est le fondateur de cette communauté dont il a posé les principes. Né en 1947 à Tsimada, il a passé son enfance de fils de paysan dans la région de Bahir Dar, pas très loin de l'actuel Awra Amba. Envoyé aux champs plutôt qu'à l'école, illettré (il a par la suite appris à signer et à écrire quelques mots, mais ne peut lire un journal ou un livre), il est révolté par l'inégalité des sexes, les mauvais traitements des personnes âgées, l'exploitation au travail, les punitions cruelles des enfants et la malhonnêteté qu'il constate dans la société.
En 1972, il réussit à convaincre 19 familles, dont aucun membre ne savait lire ou écrire, de s'établir sur une cinquantaine d'hectares à Awra Amba. En 1989, quand elle prit connaissance du projet de voisins d'assassiner Zumra et ses disciples, la communauté entière quitta les lieux au milieu de la nuit. Elle erra plusieurs années sur les routes du nord du pays, où la faim et la maladie fauchèrent une vingtaine de ses membres. Elle ne retourna à Awra Amba qu'en 1993. Mais tous leurs terrains avaient été pris par ceux qui s'opposaient à leur mode de vie. La communauté mena une lutte acharnée pour les récupérer et ne parvint à récupérer que 17,5 hectares sur la cinquantaine initiale – pas assez pour faire vivre une communauté en expansion. Son leader et fondateur est aujourd'hui encore accompagné en permanence d'un homme en arme.
En 1993, le nombre de membres avait chuté de 66 à 19. La communauté a attiré depuis de nombreuses personnes et comptait 340 habitants en 2003, 400 en 2006, 403 personnes et 109 foyers en 2009, et 412 habitants et 119 foyers en 2010, provenant essentiellement de différentes parties de la région Amhara. Ils sont de culture, de religions et d'ethnies différentes, bien que majoritairement d'origine musulmane.
Awra Amba (écrit parfois Awramba ou Awura Amba, et qui se prononce Aoura Ame'ba) est situé à 74 km de la ville de Bahir Dar (elle-même à 631 km au nord-ouest de la capitale Addis-Abeba), dans la zone de Debub Gondar (Gondar sud) de la région Amhara, à près de 1 900 m d'altitude.
En 2005, sur les 17,2 millions d'habitants que compte la région, 99,9 % sont amharas, 95,5 % orthodoxes et 4,4 % musulmans. En 2004, 4 % de la population était raccordée à l'électricité, 49 % des enfants en âge d'être scolarisés allaient à l'école, et 9 % au collège.

## Égalité des sexes
À Awra Amba, les enfants et les femmes sont respectés et égaux aux adultes mâles. "Pour commencer, nous avons introduit l’égalité devant le travail. Chez nous, les tâches ne sont pas attribuées en fonction du sexe, mais des capacités et des envies de chacun. Seuls la grossesse et l’allaitement sont l’apanage des femmes", dit Zumra Nuru. Awra Amba est donc connue pour être une commune où les hommes s'occupent des enfants, font la cuisine et filent, où les femmes labourent et tissent, tout cela hommes et femmes côte à côte, alors qu'en Éthiopie (et souvent ailleurs…), ces occupations sont réservées à l'autre sexe. L'égalité des sexes dans les différentes activités ne semble cependant pas encore totalement atteinte, mais une bonne moitié du chemin au moins a été accompli, ce qui est considérable.
Le droit des femmes et des épouses est strictement respecté alors que dans le reste du pays, c'est généralement la tradition, très défavorable aux femmes, qui prime sur la loi.
Les mariages précoces ou arrangés sont interdits alors qu'ils touchent habituellement la moitié des enfants en milieu rural. Les filles ne peuvent se marier avant 19 ans, les garçons avant 20 ans. La contraception est encouragée et couramment pratiquée, comme ailleurs en Éthiopie. Les femmes ont de trois à quatre enfants, alors que la moyenne éthiopienne était de 5,3 en 2008.
Le droit à l'avortement, qui est interdit mais ouvertement discuté en Éthiopie, n'est pas revendiqué par la communauté qui estime que cela reste une affaire privée, toujours possible dans une clinique en ville.

## Honnêteté
L'honnêteté est l'une des valeurs essentielles de la communauté d'Awra Amba. Pour être accepté comme membre de la communauté, il faut être honnête et vivre en paix : s'abstenir de mentir, de voler, de jurer, de se disputer et de conduite immorale. Il n’y a pas de vol à Awra Amba et, chose inconcevable dans ce pays où la mendicité est omniprésente, pas un enfant ne demande quoi que ce soit.
En outre, chacun doit se priver d’alcool, de cigarettes, de khat et même de café, pourtant la boisson nationale, considérée comme addictif et dangereux pour l’équilibre psychique. La communauté ne transige pas non plus en matière de mœurs : les relations sexuelles sont interdites avant le mariage, ainsi que l'adultère après.

## Religion
La communauté d'Awra Amba ne suit aucune religion et croit en l'honnêteté et l'amour de tous les êtres humains – c'est leur religion. "Au départ, nous étions chrétiens et musulmans, raconte Zumra. Mais aujourd’hui, nous croyons au même dieu créateur. Il est partout autour de nous et en nous, il n’y a pas besoin de l’enfermer dans une église ou dans une mosquée. Nous ne lui donnons pas de nom, car c’est ainsi que l’on divise les hommes, et nous ne croyons pas en une vie après la mort, dont nous n’avons aucune preuve. Le paradis, nous le construisons ici-bas, par notre labeur et la solidarité que nous nous manifestons les uns envers les autres."
Les habitants d’Awra Amba ne respectent donc pas les nombreuses fêtes religieuses chômées dans le pays, ni même les fêtes laïques d’ailleurs. Le seul jour de vacances qu’ils s’octroient est le premier de l’an du calendrier national, le 11 septembre. Il n'y a aucun rite religieux, et pratiquement aucune croyance religieuse. La seule exception est la croyance que l'humanité a été créée à partir d'un couple initial : l'évolution des espèces n'est donc pas reconnue.

## Solidarité
La solidarité est au fondement d'Awra Amba. Elle s'exprime à travers deux structures : 
- La communauté, qui regroupe l'ensemble des habitants qui partagent des valeurs et un mode vie. Elle a été créée avec le village, en 1972.
- La coopérative, un collectif de travail créé en 1986 par un noyau initial de 19 personnes et qui s'est constamment agrandie pour atteindre en 2010 143 membres adultes, soit avec les enfants près de 80 % de la communauté.

Tous les membres de la coopérative ont le même salaire. Les membres de la communauté consacrent une journée par semaine à l’aide aux personnes âgées, aux malades et aux nécessiteux, à l'entretien. Les jeunes mères ont trois mois de congé maternité. Les malades sont soignés par un infirmier à plein temps, payé par la communauté. Les personnes âgées qui ne peuvent plus travailler sont prises en charge par la communauté, hébergées, nourries, lavées et soignées gratuitement.
Un autre principe régissant la vie d’Awra Amba est la confraternité universelle.

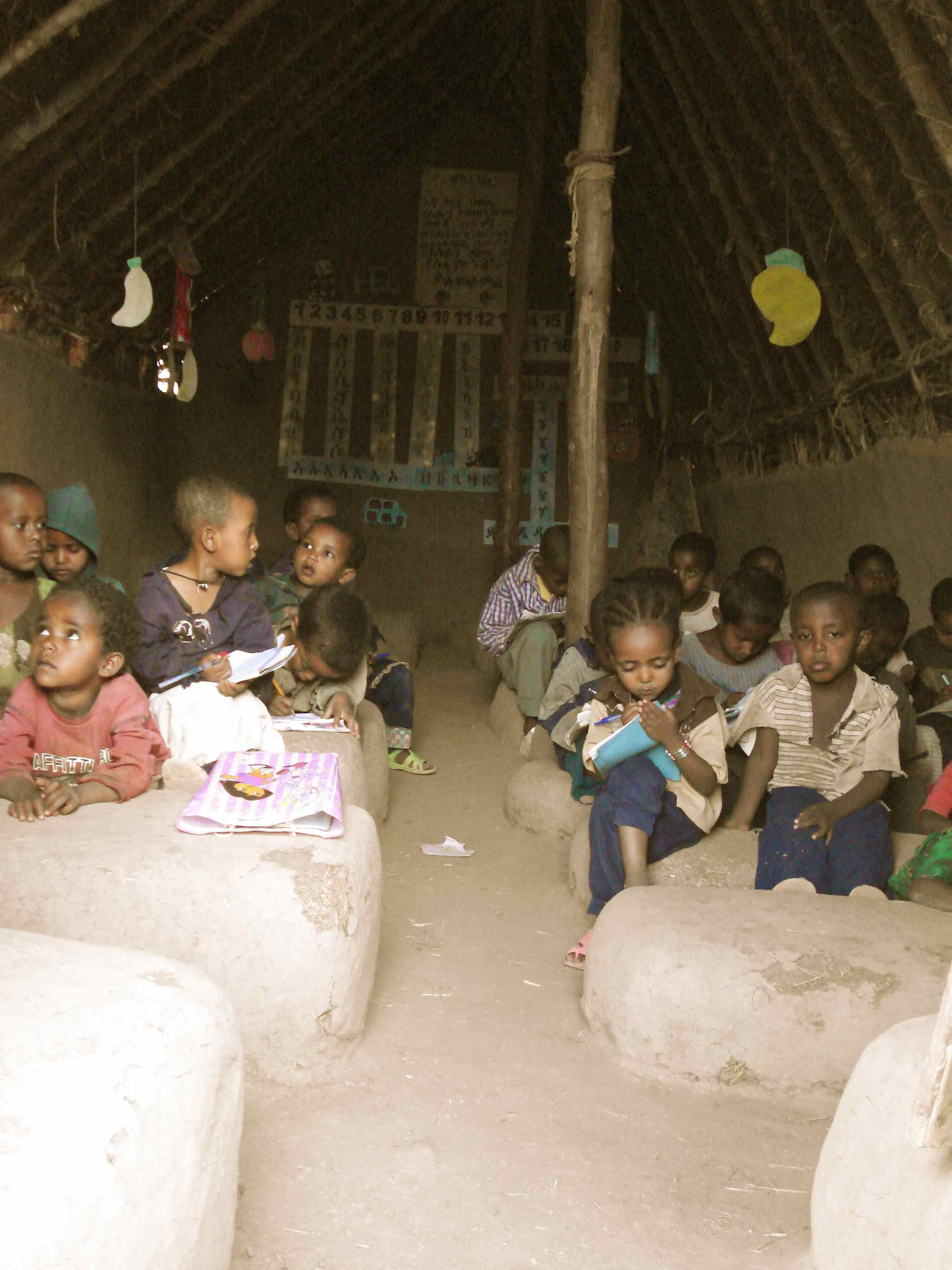
L'école maternelle.

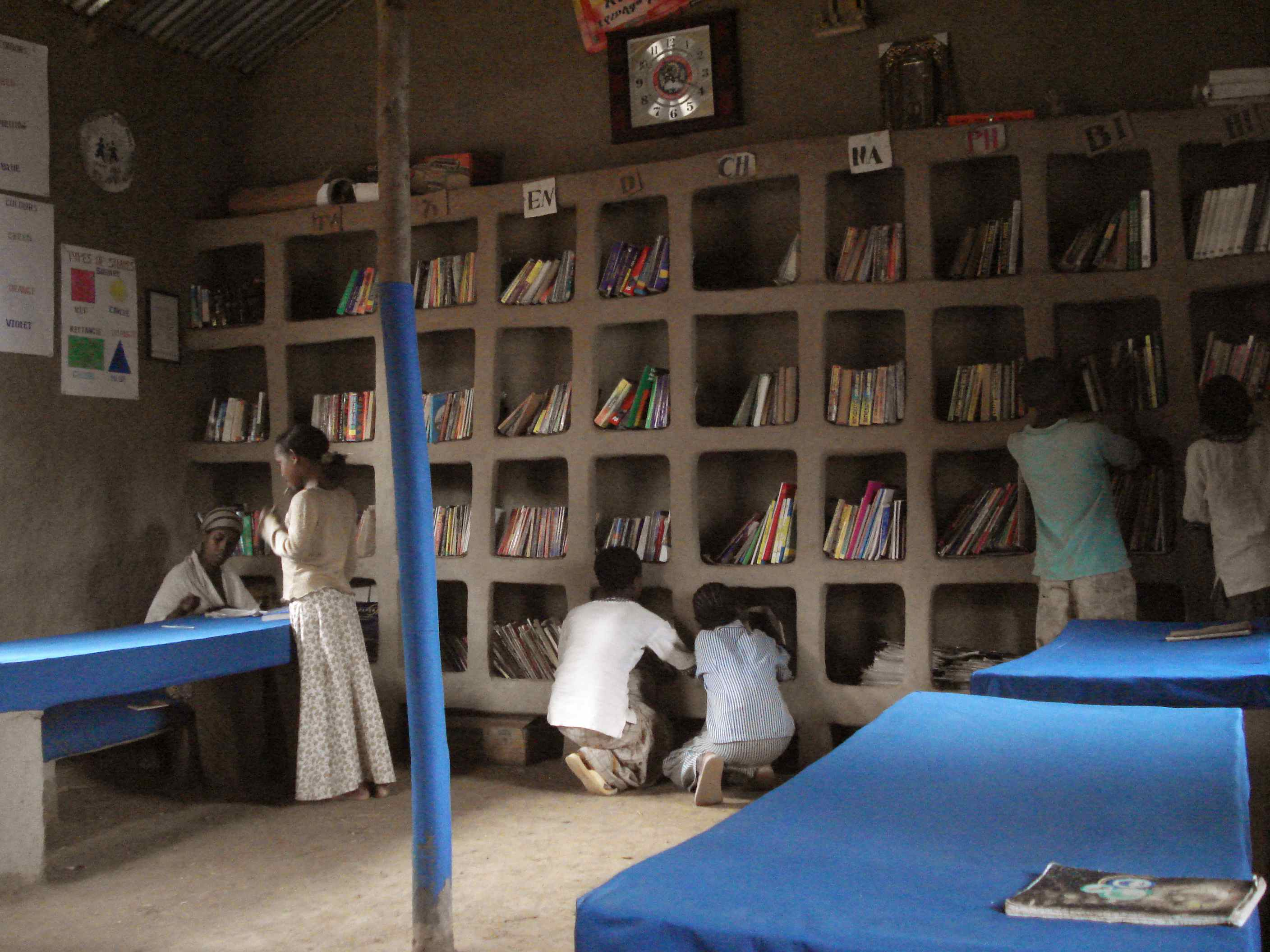
La nouvelle bibliothèque.

## Éducation
La communauté a construit une école maternelle toujours en service, une première bibliothèque en 1997, puis une seconde en 2007. Les enfants vont tous à l'école, la communauté leur assurant à ses frais des heures d'étude supplémentaires le samedi. La communauté assure que tous les habitants du village savent lire et écrire, une performance considérable pour l’Éthiopie où près des deux tiers de la population est analphabète. En 2010, sept enfants de la communauté étaient diplômés de l'université, et dix autres allaient dans différentes universités du pays.

## Économie et environnement
Ne pouvant vivre uniquement de l'agriculture étant donné la pauvreté et la rareté du sol, les habitants d'Awra Amba se sont diversifiés vers le tissage, la meunerie et le commerce. La coopérative possède ainsi un atelier de tissage d'une vingtaine de métiers à tisser manuels, un moulin équipé de six moulins électriques pour les paysans du voisinage, trois épiceries et un petit camion de transport de marchandises. Le tissage est la première source de revenu de la coopérative, suivi du commerce, puis de la meunerie, enfin par le camion.
L'agriculture est assez marginale, étant donné la faible surface cultivée. Elle produit du tef (la céréale nationale), du maïs et du sorgho et élève des vaches.

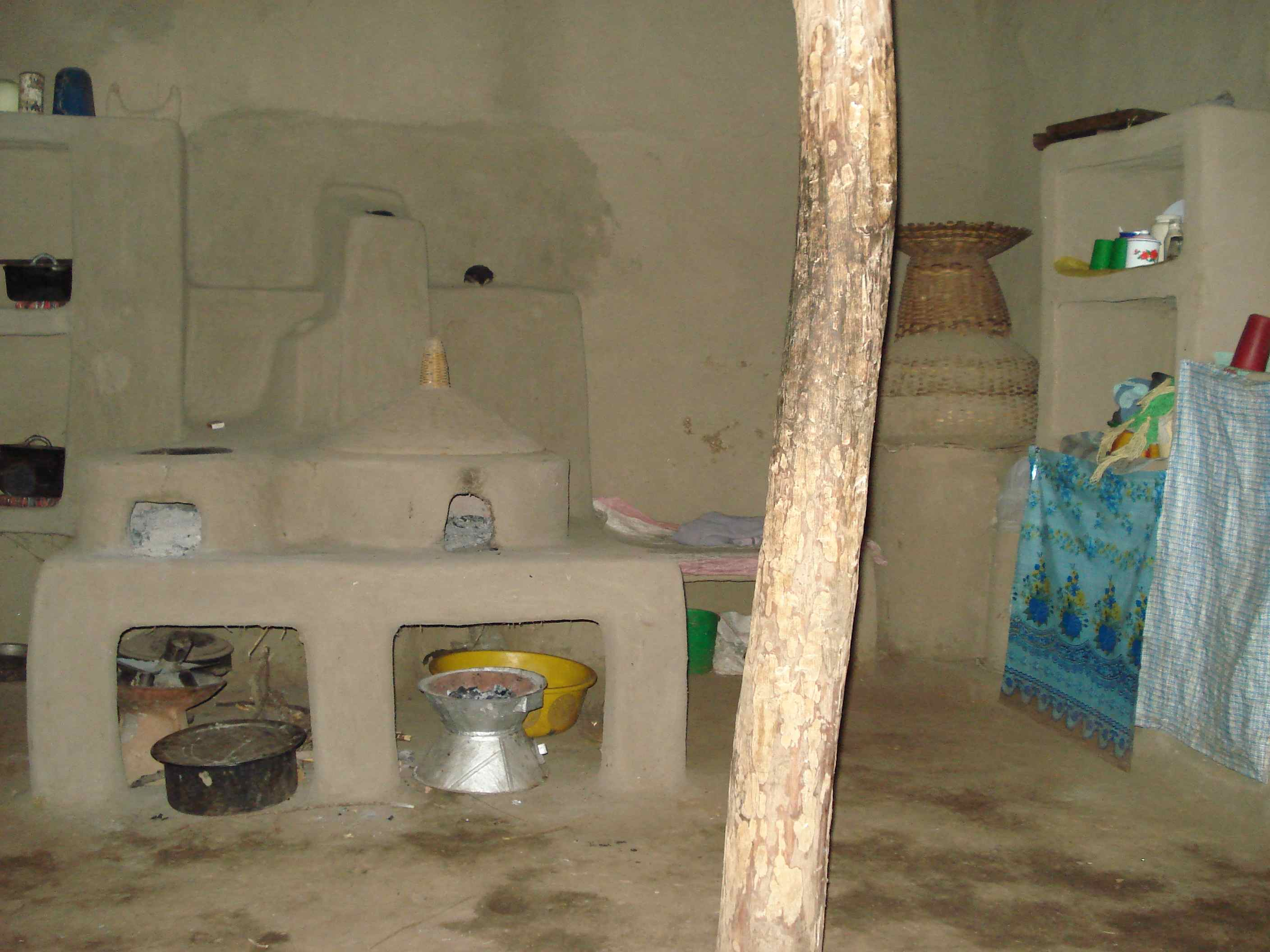
Poêle et mobilier communs à la communauté.

Les maisons sont construites en bois et en terre et sont couvertes d’un toit de chaume et de plus en plus en tôle. Elles sont équipées d’un poêle et de mobilier semblables d'une maison à l'autre, et souvent d’une machine à tisser à usage privé. Le poêle est un modèle fermé propre au village, mis au point par Zumra lui-même en 1979, dont la consommation d'énergie serait deux fois plus faible qu'ailleurs.
Chaque foyer est équipé d'un WC à la turque sur fosse. Ces WC sont groupés et situés en dehors du village. Toutes les habitations ont l'électricité, et l'eau est disponible à quatre fontaines installées par l'État.

## Démocratie
La communauté est gérée par treize comités élus tous les trois ans en assemblée générale par un vote à main levée. Ces comités se réunissent au moins une fois par an et votent à main levée. Quant aux décisions les plus importantes, elles sont mises aux voix de l'ensemble des adultes.

## Un exemple
Cette communauté expérimentale atteignit la reconnaissance nationale quand Zumra Nuru donna une interview à la télévision nationale autour de 2006. Depuis, de nombreuses équipes de télévision sont allées dans ce village du nord. Elles ne sont pas les seules. Des membres du gouvernement et du parlement, de nombreux leaders chrétiens et musulmans de toute la région Amhara et d'ailleurs, des membres d'ONG locales et étrangères firent le voyage pour se rendre compte par eux-mêmes de ce succès, si bien que l’on a compté en 2009 six mille visiteurs éthiopiens auxquels s’ajoutent une poignée d’occidentaux.
Le village est aujourd'hui présenté comme « une initiative extraordinaire au sein d'une communauté traditionnelle et conservatrice », le déclencheur de « changements étonnants dans la région Amhara », « un bon exemple pour les autres communautés éthiopiennes et hors Éthiopie, pour son égalité des sexes, son éthique du travail, et son système de sécurité sociale ».
Les relations internationales sont beaucoup plus ténues : le reste du monde est très mal connu de la communauté, malgré ses diplômés de l'université. Zumra reconnaît ignorer ce qui existe hors de l’Éthiopie. Mais il est prêt à expliquer partout ses idées, qu'il tient à présenter lui-même.